# Mugoyo
Le mugoyo est un plat principal traditionnel en Ouganda. Il est servi dans la plupart des régions du pays, étant défini comme un plat composé. Les principaux ingrédients du plat sont les patates douces et les haricots.

## Origines
Le mugoyo est populaire dans certaines communautés de l'Ouganda. Les Iteso l'appellent « emugoyo », les Basoga l'appellent « Omugoyo » et les Baganda l'appellent Mugoyo ou Omugoyo, ce qui signifie qu'il est mélangé.
À Busoga, l'omugoyo pourrait avoir une certaine signification culturelle, dans la mesure où les patates douces sont l'un des aliments les plus populaires de la région. On utilise communément ce terme pour désigner un aliment de base.
À Busoga et au Buganda, l'omugoyo a été associé aux femmes âgées car on suppose que seules les femmes âgées ont la patience de le préparer en raison du processus de filtrage.
Le mythe courant sur l'omugoyo au Buganda est que deux amoureux ne sont pas censés se servir mutuellement de l'omugoyo. On pense qu'un tel acte éteindrait le feu et pourrait même entraîner une relation ratée.

## Recettes
La recette du mugoyo se compose de haricots rouges, également appelés nambale, et de patates douces.

## Méthode de cuisson
Le processus de cuisson commence par l'ébullition de haricots rouges séchés, également appelés Nambale, avec du sel jusqu'à ce qu'ils soient tendres. Les patates douces violet foncé sont ensuite pelées et cuites à la vapeur dans des feuilles de bananier jusqu'à ce qu'elles soient tendres. Les haricots et les patates douces sont écrasés ensemble pour former un seul plat.
Le mugoyo est préparé sur du bois de chauffage où la fumée du bois de chauffage ajoute un bon goût au mugoyo pendant le moment de cuisson connu sous le nom de kubobeeza. Le mugoyo peut également être servi avec du café ou du thé au petit-déjeuner. On le recouvre de plantains et on le fait rôtir momentanément sur le poêle traditionnel Kiganda connu sous le nom d'ekyoto.